# Deeds of Flesh
Deeds of Flesh es una banda de brutal death metal originaria de San Luis Obispo, California que fue formado en 1994. 
Son conocidos por fundar la discográfica Unique Leader Records que consiste exclusivamente en bandas de brutal death metal. Su música puede describirse como grindcore, al igual que Napalm Death y Suffocation. 

## Miembros actuales
- Erik Lindmark - Guitarra, vocalista
- Erlend Caspersen - Bajo
- Sean Southern - Guitarra
- Mike Hamilton - Batería

## Miembros anteriores
- Jared Deaver - Guitarra
- Joey Heaslet - Batería
- Brad Palmer - Batería
- Jimmy Tkacz - Guitarra

## Discografía
- Gradually Melted - (1995)
- Trading Pieces - (1996)
- Inbreeding the Anthropophagi - (1998)
- Path of the Weakening - (1999)
- Mark of the Legion - (2001)
- Reduced to Ashes - (2003)
- Crown of Souls - (2005)
- Deeds of Flesh: Live in Montreal - (DVD) (2005)
- Of What's To Come - (2008)
- Portals to Canaan - (2013)
- Nucleus - (2020)

- Datos: Q669042